# Anna Maria Badaró
Anna Maria Vasco da Costa Badaró (Itamogi, 1945) é uma artista plástica e escritora brasileira.

## Biografia
Mudou-se em 1964 para Campinas (São Paulo), onde fez curso superior de pedagogia, pós-graduação em orientação educacional e mestrado em administração escolar, na PUC de Campinas. Ainda em 1964, estudou desenho e teoria da arte com J. Toledo. Frequentou, em 1972, o curso de filosofia também da PUC.
Seu nome de solteira era Ana Maria Vasco da Costa. Em 1971, casou-se com o advogado José Eduardo de Sousa Campos Badaró, de quem se divorciaria em 1989, mantendo porém o nome artístico Anna Maria Badaró.
Estudou desenho, pintura e escultura com Álvaro de Bautista, Roberto Weinmann e Egas Francisco. Entre 1984 e 1985, desenvolveu o projeto de pesquisa Linguagem Mágica: Diferentes Leituras de um Mito, pintando sobre papel e tela com tinta não apropriada para as artes plásticas.
Iniciou em 1985 uma aproximação de sua arte com a poesia, no projeto Interpretação Plástica dos Poemas de Fernando Pessoa, ao lado do poeta Régis de Morais. Ilustrou livros do próprio Morais e de Rubem Alves, com quem manteve uma longa parceria.

## Principais exposições
- 1986 - Linguagem Mágica, Diferentes Leituras de um Mito, Galeria da UNICAMO, Campinas
- 1992 - Galeria Rosset, São Paulo
- 1996 - Fase Romântica, Hotel Premium, Campinas
- 2000 - Espaço Cultural do Tribunal Regional do Trabalho, Campinas
- 2001 - O Azul do Novo Milênio, Espaço Cultural da Infraero, Aeroporto Internacional de Guarulhos[5]

## Obras publicadas
- 2003 - Drummond inesgotável (correspondência com Carlos Drummond de Andrade)[6]
- 1997 - Como lidar com o homem em 11 lições

### Participação em coletâneas
- 1985 - Anuário dos Poetas do Brasil
- 1984 - Mosaicos (poetas de Campinas)[1]